# Віттевен (Де-Волден)
Віттевен (нід. Witteveen) — селище в нідерландській провінції Дренте. Входить до муніципалітету Де-Волден.

## Галерея

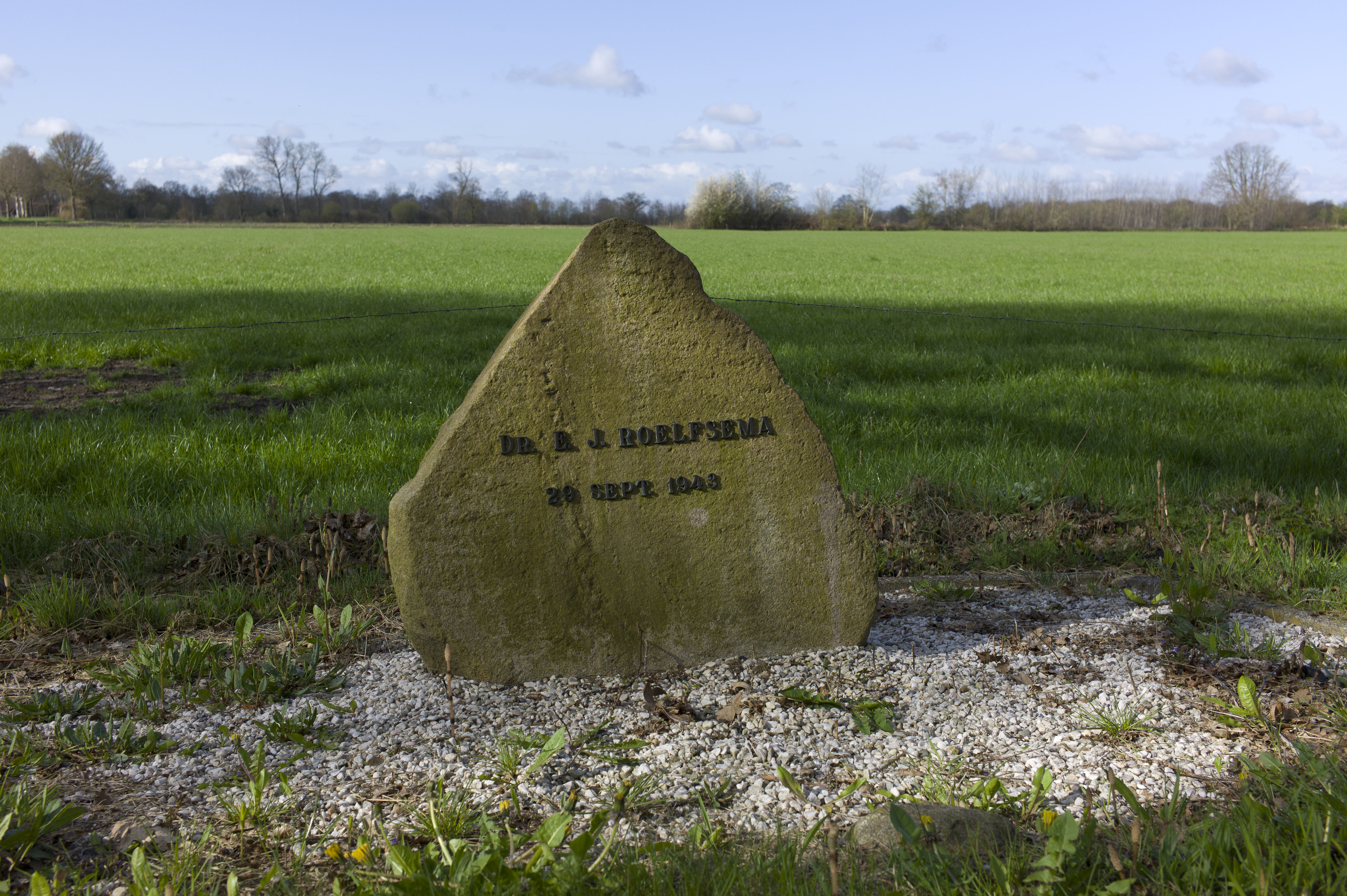
Воєнний меморіал у Віттевені